# رون بيرك
رون بيرك (بالإنجليزية: Ron Burke)‏ هو صحفي ومعلق رياضي أمريكي، ولد في 27 سبتمبر 1963.